# 渡辺広 (俳優)
渡辺 広（わたなべ ひろし）は、アメリカ合衆国を中心に活動している日本人俳優。

## 略歴
東京都出身。日本で劇団に所属し活動後、アメリカに渡る。
『ラスト サムライ』、『硫黄島からの手紙』に出演後、アメリカ映画『ホワイト・オン・ライス』で主演をする。この映画は、アメリカで映画祭、大手シネコンなど一般映画館で上映され タイム・ワーナー・ケーブル（ワーナーブラザーズ）を中心に、ケーブルTVで全米にて放映される。

## 主な出演作品
- ラスト サムライ（2003年）
- Big Dreams Little Tokyo (2006年） - マサシ 役
- 硫黄島からの手紙（2006年） - 藤田中尉 役
- White on Rice（2009年） - ジミー 役
- Man from Reno（2014年） - ヒトシ 役
- TOKYO VICE（2022年、HBO Max・WOWOW） - 警官 役